# San Tirso (Oviedo)

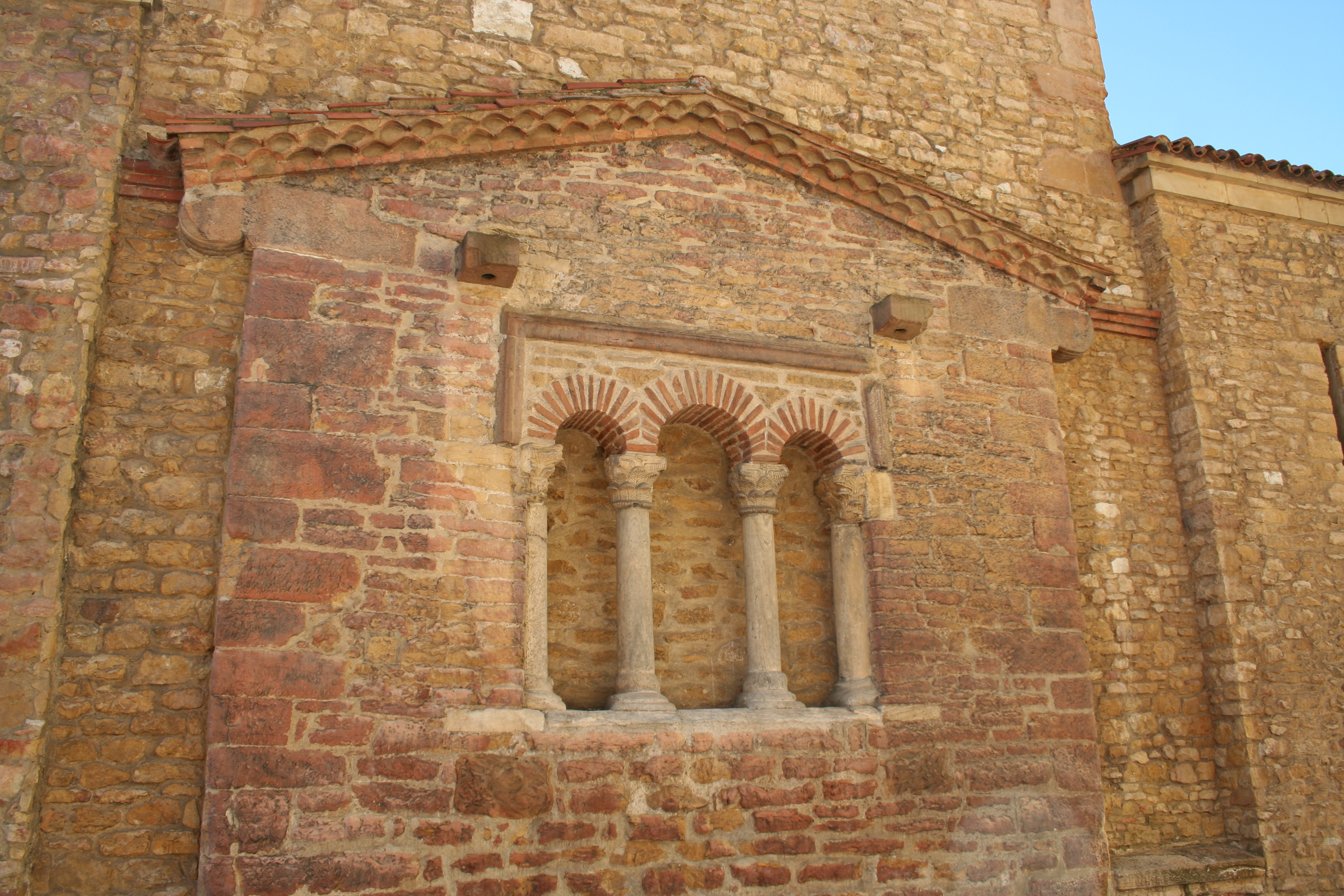
San Tirso, Ostfassade mit Drillingsfenster

Die Kirche San Tirso oder San Tirso el Real befindet sich in Oviedo, der Hauptstadt der spanischen Region Asturien, in der Nähe der Kathedrale San Salvador. Sie wird um das Jahr 800 datiert und gehört zu den präromanischen Kirchen Asturiens. Vom ursprünglichen Bau, der 1521 zum großen Teil abbrannte, ist nur noch die Ostfassade erhalten, die 1931 zum Monumento Nacional (Bien de Interés Cultural) erklärt wurde.

## Geschichte
Wie die nicht mehr erhaltene Kirche San Salvador, der Michaelsturm und die Cámara Santa war San Tirso als Teil einer Palastanlage unter dem asturischen König Alfons II. dem Keuschen (783 und 791–842) errichtet worden. Die Schönheit der Basilika, die dem heiligen Thyrsos, einem aus Apollonia in der heutigen Türkei stammenden Märtyrer des 3. Jahrhunderts geweiht war, wurde in Chroniken des 9. Jahrhunderts – wie der Crónica Albeldense oder der Crónica ad Sebastianum (885) – gerühmt. Aus einer Schenkungsurkunde geht hervor, dass im Jahr 896 Alfons III. (866–910) und seine Gemahlin Jimena die Kirche der Kathedrale von Oviedo schenkten. 1521 brannte die Kirche ab, nur die Ostfassade blieb erhalten.

## Architektur
Das Gebäude ist in regelmäßigen Lagen von Hausteinen errichtet. Die Gebäudeecken sind durch größere Quadersteine verstärkt. Die beiden obersten Quader haben einen kreisförmigen Abschluss, der aus der Mauer herausragt und auf dem – wie auf den Kragsteinen – die Dachtraufe aufliegt.

## Drillingsfenster

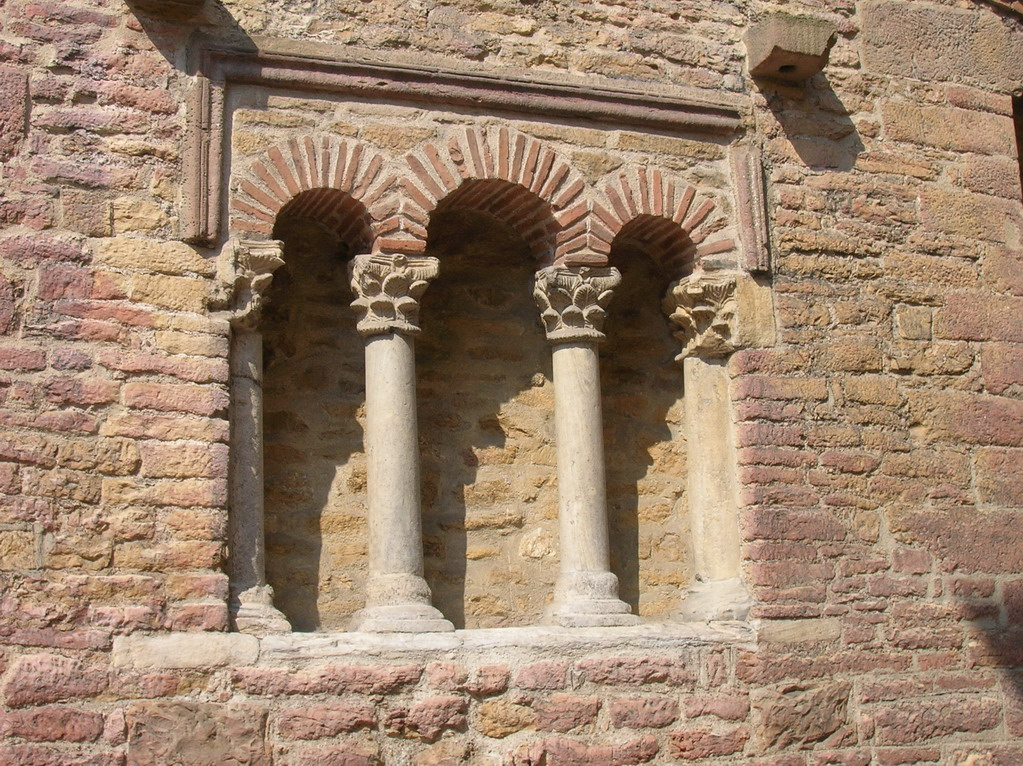
Drillingsfenster

In der Mitte der Fassade befindet sich ein großes – in späterer Zeit vermauertes – Drillingsfenster mit erhöhtem Mittelteil (Triumphbogenschema), das in ein Quadrat von etwa zwei Metern Seitenlänge eingeschrieben ist. Die Umrandung der drei Bögen erinnert an einen für die mozarabische Architektur typischen Alfizrahmen. Die Marmorsäulen sind Spolien und stammen aus spätrömischer Zeit. Die leicht gestelzten Rundbögen sind aus Ziegelsteinen gemauert und ruhen auf antiken Kapitellen mit zwei Reihen stilisierter Blätter. Unter den Kapitellen umschließen Ringe mit Taubanddekor die Säulen. Über dem Fenster ragen zwei große Steine aus der Wand, die zusammen mit den nicht mehr vorhandenen unteren Steinen als Angelpfannen für Holzläden dienten, mit denen das Fenster geschlossen werden konnte.